# King's College London
King's College London (King's eller KCL; tidligere King's College, London) er et offentligt universitet i London i Storbritannien. King's College London er et af de mest prestigefyldte og anerkendte universiteter i Storbritannien. Det var i 2015 nummer 19 i verden af QS University Rankings.
King's er en del af universitetssamarbejdet University of London, der blev grundlagt af King's College London og University College London. King's College London, University College London, London School of Economics og Queen Mary University of London er tre mest kendte i samarbejdet.

## Berømte studerende
Universitetet har haft mange kendte studerende som Desmond Tutu, Florence Nightingale, Peter Higgs og ikke mindst Maurice Wilkins (en) og Rosalind Franklin. 12 Nobelprisvindere har studeret eller forsket på King's.